# Émetteur très basse fréquence de Noviken
 (août 2019).
L'émetteur très basse fréquence Noviken est une installation utilisée par l’OTAN pour transmettre des messages aux sous-marins submergés sur 16,4 kHz sous l’indicatif JXN. Il est situé près de Gildeskål, en Norvège et utilise comme antenne quatre fils tirés entre deux montagnes. La plus longue de ces liaisons mesure 2 375 mètres.